# Por lo que reste de vida
Por lo que reste de vida es él primer sencillo del álbum Amore Mio de la actriz y cantante Thalía, publicado él 9 de septiembre de 2014, la canción es de la autoría de Ricky Montaner. La canción se ha convertido en una de las baladas de amor con más visitas en YouTube, llegando así a los 100 millones.

## Antecedentes y lanzamiento
Después de lanzar el exitoso Habítame Siempre (2012), su undécimo álbum de estudio, que fue certificado 3x platino, convirtiéndose en su primer álbum desde Arrasando (2000) en recibir una certificación de platino en México, Thalía se embarcó en su Viva! Tour (2013) y más tarde lanzó su álbum en vivo el mismo año. En 2014, lanzó su primer álbum infantil, "Viva Kids", y mientras lo promocionaba, confirmó que estaba grabando su duodécimo álbum de estudio, afirmando que "estoy escribiendo, co-escribiendo, produciendo y co-produciendo activamente. Estoy haciendo todo. Este álbum, creo, es un poco más sexy ".
Thalía también reveló que el primer sencillo del álbum se lanzaría a fines de 2014, y el álbum a principios de 2015. El 9 de septiembre de 2014, Sony Music Latin lanzó "Por lo que reste de vida" como el primer sencillo del álbum mediante descarga digital a través de iTunes y Amazon. El mismo día, el audio de la canción también se cargó en la cuenta VEVO de Thalía en YouTube. El 14 de octubre de 2015 se lanzó una versión bachata de "Por lo que reste de vida".

## Composición y letra
"Por lo que reste de vida" fue escrito por Ricky Montaner; hijo del cantante venezolano Ricardo Montaner, a quien Thalía rindió homenaje con la versión de su canción "Bésame" en Habítame Siempre (2012). El productor mexicano Armando Ávila produjo la canción; Ávila trabajó en secreto con Thalía durante un año y medio en la producción de "Amore Mio".
La canción comienza con un arreglo adicional con voz y piano, seguido de un drama musical, con la pista rápidamente ascendiendo a un clímax apasionado y de banda completa. Líricamente, "Por lo que reste de vida" habla sobre el amor incondicional y la entrega a alguien de la manera más romántica, con la promesa de tener un amor eterno. Según Thalía, "Desde que me presentaron la canción, me enamoré por completo y supe que tenía que cantarla y darle vida. Tenemos que vivir apasionadamente, totalmente dedicados al amor".

## Recepción de la crítica
"Por lo que reste de vida" recibió críticas generalmente favorables de los críticos de música. Mientras revisaba a Amore Mio, Thom Jurek de Allmusic escogió la canción entre las mejores canciones del álbum, llamándola "un himno pop". Ryan Buck de Music Times lo llamó "elegante", escribiendo que tiene "nuestra atención" y podemos entender el mensaje sin una traducción ". Lety Zárate, de Monitor Latino, calificó su poesía de "simple, pero muy apasionada", mientras que Judy Cantor-Navas de Rhapsody señaló que la canción "destaca un tema despojado". Janet Madrigal Béjar de Esmas escribió que la canción es "sin duda una de las pistas más destacadas del álbum".

## Video
Él videoclip de la canción fue grabado en una casa a las afueras de Manhattan, en él vídeo se observa a Thalia sentada en él piso alrededor de flores, bajando las escaleras, enredada en una tela encima de una cama, y dando vueltas alrededor de la casa, por otro lado también se muestran algunas escenas de dos niños enamorados que conforme paso del tiempo fueron creciendo y se siguieron amando, Thalía afirmó que era un amor sincero, sin edad, y sin sexo.
El Vídeo estuvo disponible en la plataforma de YouTube a partir del 14 de octubre de 2014.
El videoclip cuenta con más de 83,000,000 millones de reproducciones en Youtube.

## Versiones
1. Por Lo Que Reste De Vida (Álbum Versión)
2. Por Lo Que Reste De Vida (Video  Versión)
3. Por Lo Que Reste De Vida (Bachata Remix)

## Listas musicales
| Chart (2014)                            | Peak position |
| --------------------------------------- | ------------- |
| Dominican Republic Pop (Monitor Latino) | 3             |
| Mexican Espanol Airplay (Billboard)     | 2             |
| Mexico Airplay (Billboard)              | 9             |
| 50                                      | 50            |
| US Latin Airplay (Billboard)            | 49            |
| 19                                      | 19            |
| US Latin Tropical Airplay (Billboard)   | 18            |